# ایسکانیوز
ایسکانیوز (به انگلیسی Iranian Student Correspondent Association - ISCA) با نام کامل باشگاه خبرنگاران دانشجویی ایران، یک پایگاه خبری وابسته به دانشگاه آزاد اسلامی است که در ایران فعالیت می‌کند و از سال ۱۳۸۳ راه اندازی شده است.
این پایگاه خبری به صورت ویژه به اخبار دانشجویان و دانشگاه‌ها و آموزش رسانه می‌پردازد و مدیریت آن را امیر محجوب دارد. این رسانه تا تیر ۹۸ ذیل مرکز نشر علمی و امور رسانه‌های دانشگاه آزاد به مدیریت مجتبی توانگر فعالیت می‌کرد و پس از آن مالکیت آن به معاونت فرهنگی و دانشجویی دانشگاه آزاد اسلامی منتقل شد.

## تاریخچه ایسکا نیوز
ایسکانیوز فعالیت خود را از اسفندماه ۱۳۸۳ در آستانه رقابت‌های انتخابات ریاست جمهوری سال ۱۳۸۴ و با مدیریت محمد شریف ملک‌زاده آغاز کرد و به عنوان یکی از رسانه‌های حامی اکبر هاشمی رفسنجانی در انتخابات فعالیت می‌کرد. اسفند ماه ۱۳۸۹ و در اواخر دوره کاری عبدالله جاسبی در رأس مدیریت دانشگاه آزاد اسلامی، ایسکانیوز تعطیل شد و خبرنگاران آن به خبرگزاری آنا منتقل شدند.
با روی کار آمدن حمید میرزاده در مرداد ۱۳۹۳، مجددا ایسکانیوز با مدیریت علی قربانی احیا شد و سردبیری آن بر عهده بهروز بهزادی سردبیر سابق روزنامه اعتماد قرار گرفت. قربانی یکی از رسالت‌های اصلی ایسکانیوز را تربیت نیروهای قوی دانشجویی حوزه رسانه عنوان کرده بود. با این حال کمتر از یک‌سال بعد و در تاریخ ۱۹ فروردین ۱۳۹۴، حسین منوری مدیر کل وقت روابط عمومی دانشگاه آزاد اسلامی، جایگزین علی قربانی شد. قربانی در نامه‌ای خطاب به حمید میرزاده رئیس وقت دانشگاه آزاد اسلامی، علت استعفای خود را پایان ماموریتش برای راه‌اندازی مجدد ایسکانیوز عنوان کرده بود.در این دوره، حسین حبیب‌زاده به عنوان سرپرست خبرگزاری ایسکانیوز انتخاب شد.
خرداد ماه ۹۶ و در دوره سرپرستی علی‌محمد نوریان بر دانشگاه آزاد اسلامی، حسین حبیب‌زاده از مدیریت ایسکانیوز کنار گذاشته شد و به جای او، رضا واعظی (عضو هیئت علمی دانشگاه صداوسیما و سردبیر گفتگوی ویژه خبری شبکه دو) به عنوان مدیرعامل جدید این رسانه منصوب شد.
از ۳۱ شهریور ۹۸، علی رجبی مدیرعاملی باشگاه خبرنگاران دانشجویی ایران و خبرگزاری ایسکانیوز را با حکم محمدمهدی طهرانچی رئیس دانشگاه آزاد اسلامی برعهده گرفت که پس از انتصاب به عنوان رئیس اداره اخبار مجلس شورای اسلامی، جای خود را به امیر محجوب داد.

## ساختار مدیریتی
باشگاه خبرنگاران دانشجویی دارای سه معاونت آموزش‌وپژوهش، خبر و شبکه‌سازی و رسانه‌ها نو است. در حال حاضر علیرضا شاطری معاونت شبکه‌سازی و متین منتظمی معاون آموزش‌وپژوهش این مجموعه رسانه‌ای را برعهده دارند.

### سرویس‌های خبری
ایسکانیوز دارای سرویس‌های خبری آموزش و دانشگاه، سیاست، اقتصاد، جامعه، فرهنگ و هنر، دانشگاه آزاد اسلامی، علم و فناوری، ورزش، بین‌الملل، عکس و گرافیک و فیلم و صوت است و همچنین در تمامی استان‌ها دفاتر نمایندگی دارد.

### مرکز آموزش
ایسکانیوز در راستای مأموریت خود برای تبدیل شدن به یک باشگاه خبری در سال ۱۳۹۸ اقدام به تأسیس مدیریت آموزش با مسئولیت امید گراوند کرد. دوره تربیت خبرنگاری ترنج (مخفف: تربیت رسانه‌ای نواندیش و جوان)، اولین دوره آموزشی مهم این باشگاه است که طی ۸ هفته کارآموزان را با مقدمات رسانه آشنا کرده و آنان را آماده ورود به بازار کار رسانه می‌کند. حسین انتظامی، محمدرضا زائری، حسین دهباشی، محمد دلاوری، فرشاد مهدی‌پور، پوریا آسترکی، مرتضی خلفی‌زاده، علی رجبی، زهرا چخماقی، علی خضریان، محمد کریمی و … از جمله مهم‌ترین استادان این دوره بودند.

## حواشی

### تعطیلی موقت
پس از ناکامی رفسنجانی در انتخابات ریاست‌جمهوری، بخشی از فعالیت‌های این خبرگزاری در سال ۱۳۸۵ کاهش یافت. ۱۸ اسفند ماه ۱۳۸۹ و در اواخر ریاست عبدالله جاسبی بر دانشگاه آزاد اسلامی این خبرگزاری تعطیل شد و مجدداً در تیر ماه ۱۳۹۳ و با دستور حمید میرزاده رئیس وقت دانشگاه آزاد اسلامی، فعالیت خود را با مدیریت جدید آغاز کرد.

### پناهندگی یکی از خبرنگاران
در جریان مذاکرات هسته‌ای بین ایران و کشورهای ۱+۵ در لوزان، امیرحسین متقی خبرنگار این خبرگزاری که مدیر روابط عمومی ستاد انتخاباتی روحانی را نیز بر عهده داشت، به کشور سوئیس پناهنده شد. ایسکانیوز در واکنش به این موضوع، در اطلاعیه‌ای با اشاره به اینکه امیرحسین متقی هیچ حکمی در این خبرگزاری نداشته، اعلام کرد: «شخصی که فاقد هرگونه حکم در خبرگزاری بود، پس از حضور در محل مذاکرات با هزینه شخصی، اقداماتی خارج از خط مشی‌های اخلاقی و حرفه ای مجموعه انجام داد که در پی آن مدیریت ایسکانیوز ضمن اخراج این شخص پیش از سال نو، هرگونه ارتباط با آقای امیرحسین متقی را تکذیب و اقدامات خارج از چارچوب ایشان و شیطنت رسانه‌ای افراد مغرض را محکوم و حق پاسخگویی و پیگیری حقوقی را برای خود محفوظ می‌دارد.»
وزارت خارجه ایران در واکنش به این اتفاق در یک بیانیه اعلام کرد: «خبرگزاری ایسکانیوز پس از انتشار خبر درخواست پناهندگی یکی از دو فرد معرفی شده طی نامه‌ای در تاریخ ۴ فروردین خطاب به حوزه رسانه‌ای این وزارتخانه قطع همکاری با فرد مذکور را اعلام کرده بود.»

### اخراج آقازاده‌ها از آمریکا
ایسکانیوز در خبری به نقل از یک فرد مجهول الهویه که در صفحه توئیتری خود ادعا کرده بود دولت آمریکا، ۱۴۸ میلیارد دلار از حساب ایرانیان مقیم این کشور را با ادعای نامشخص بودن منابع این پول‌ها توقیف کرده است. این خبر که جعلی بودن آن به سرعت مشخص شد باعث ایجاد موجی خبری در ایران شد. با این حال رضا واعظی مدیرمسئول وقت این رسانه، در گفتگو با ایرنا مدعی شد که این خبر جعلی نیست، بلکه سورپرایز برای تیرماه (۱۳۹۷) خواهد بود؛ اتفاقی که البته هیچ‌گاه رخ نداد.